# Питер Бројгел Старији
Питер Бројгел Старији (хол. Pieter Bruegel de Oude; могуће рођен у селу поред Бреде у Холандији или Брију, Лимбург, између 1525—1530 —  Брисел, 5. септембра 1569) био је фламански сликар. У сликарском лексикону га сврставају у фламанске/холандске ренесансне сликаре 16. века. Он је најзначајнији фламански сликар 16. века.

## Живот
Постоје записи да је Питер Бројгел рођен у или поред града који се звао Бреда, али није сигурно да ли се ради о Бреди у Холандији или о белгијском граду Бри који се на латинском исто зове Бреда. Теорију о белгијском граду Бри је смислио Мандер, који је овај податак вероватно исконструисао да би поткрепио тезу о „сеоском“ пореклу уметника јер село које он помиње не постоји. Највероватније да се ради о томе да он није Питер из Бројгела већ Питер од (оца) Бројгела.
Као што не знамо његове родитеље, такође су непознати тачни подаци о његовој години рођења. Још увек се препиру стручњаци око његове године рођења, али у сваком случају може се рећи да је рођен пре 1530. Пошто је радио у стилу Хијеронимуса Боша и сликао хумористичке сцене добио је надимак „смешни Бројгел“, а због његове љубави према сеоском жанру, које је он овековечио на својим делима добио је још један надимак „сељак Бројгел“. Тако да у појединим књигама називан је као једним или другим надимком. Био је оснивач једне велике сликарске фамилије, чији су чланови све до 17. века били активни сликари. Према неким наводима, он је учио занат код познатог сликара Питер Кеке ван Елст (Pieter Coecke van Aelst) у Антверпену али нема документационе потврде за тврдњу.
1551. постаје члан удружења сликара мајстор сликарске гилде у Антверпену (удружење Св. Лука), све до 1559. Питер Бројгел се потписивао са старим холандским писањем са Brueghel, касније је променио у Bruegel и са тим именом се користио и потписивао на свим својим радовима, до краја свог живота.
Године 1552. предузима једно путовање кроз Италију које је трајало све до 1555. када се вратио назад у Антверпен. Пут у Италију је имао велики значај за овог уметника и он је попут других северњака тражио и учио се на делима великих италијанских мајстора није подлегао овим утицајима и створио је свој властити стил и тако се разликује од осталих Холанђана који су у Италији тражили узоре и готове примере за сликарство. За време између 1555. и 1563. све се заснива на његовим цртежима и бакрорезима, остало није познато.
1563. оженио је ћерку од свог учитеља Мауке Кеке ван Елст (Mayken Coeck van Aelst), венчао се у цркви Нотр Дам де ла Капел у Бриселу, где је и остао до краја свог живота. Његова два сина Питер Бројгел Млађи и Јан Бројгел Старији постали су такође познати сликари као и њихов отац. 1564. родио му се син Питер касније назван „Паклени Бројгел“  а 1568. сина Јана и он је имао надимак - „Сомот Бројгел“. Умро је у Бриселу. Сахрањен је у цркви Нотр Дам де ла Капел у Бриселу.

## Дело
На почетку каријере је сликао пејзаже. Доказао је јединствено захватати атмосферу природе. Волео је да слика простране далеко се протежуће пејзаже на којима су се одигравали библијски или митолошки догађаји. Створио је велики број бакрореза и међу најпознатије спада серија графика „Седам смртних грехова“ 1557. Познати су његови моралистичко дидактички радови. До данашњих дана се сачувало његових 45 аутентична радова-слика, од којих се трећина налази у Уметничко-историјском музеју у Бечу. Остали радови су се изгубили, али је сачуван већи број његових цртежа и графика.
Међу најпознатија дела спадају „Холандске пословице“ („Дванаест пословица“) које је насликао 1559. године и на овој слици се налази велики број фигура које приказују холандске пословице. Налази се у музеју у Антверпену.
Слика градња Вавилонске куле из 1563. године је његово значајно дело. Налази се у музеју у Бечу. Историчар уметности Итан Мат сагледава Бројгелов рад из архивског угла каталогизације разних обичаја. „Он је развио ову технику набрајања у својим ранијим радовима из периода око 1558 - 1560. године. Његове слике Дечје игре Холандске пословице и Битка између карневала и поста, иако не посебно о селу, инвентаришу ове предмете на етнографски начин.“

### Одабрана дела
- Дечје игре (Уметничко-историјски музеј у Бечу)[23]
- Пад побуњених анђела (Краљевски музеј лепих уметности у Бриселу)[24][25]
- Тријумф смрти (Музеј Прадо у Мадриду)[26]
- Два мајмуна, 1562.[27]
- Повратак стада, 1565. (Циклус „Месеци")[28]
- Зимски пејзаж са замком за птице, 1565. (Циклус „Месеци")[29]
- Клевета Апелеса, 1565.[30]
- Покољ невиних, 1565. (Уметничко-историјски музеј у Бечу)
- Покољ невиних, 1565, Лондон[31]
- Сликар и критичар, 1565.
- Ловци у снегу, 1565 (Циклус „Годишња доба“, Уметничко-историјски музеј у Бечу)[19][32]
- Жетва, 1565 (Циклус „Годишња доба“, (Музеј уметности Метрополитен у Њујорку)[33]
- Проповед Ивана Крститеља, 1566. (Музеј лепих уметности у Будимпешти)[34]
- Пописивање становништва у Витлејему, 1566. (Уметничко-историјски музеј у Бечу)
- Свадбени плес, 1566. (Уметничко-историјски музеј у Бечу)
- Преобраћање Павлово, 1567. (Уметничко-историјски музеј у Бечу)
- Земља млијека и меда, 1567. (Стара пинакотека у Минхену)
- Сврака на вешалима, 1568. (Музеј у Дармштату)
- Мизантроп, 1568.[35]
- Слепац води слепца, 1568. (Музеј Каподимонте у Напуљу)[36]
- Сељачки плес, 1568. (Уметничко-историјски музеј у Бечу)[37]
- Просјаци, 1569. (Музеј Лувр у Паризу)[38]
- Сељак и пљачкаш гнезда, 1568. (Уметничко-историјски музеј у Бечу)[39]
- Три војника, 1568.[40]
- Олуја на мору, недовршено дело,[41] вероватно његова последња слика (Уметничко-историјски музеј у Бечу)[42]

## Галерија
- Велике рибе једу мале (1556)
- Икаров пад (око 1558)
- Поглед на Напуљ (око 1558)
- Борба месопуста (1559)
- Низоземске пословице (1559)
- Дечје игре (1560)
- Луда Маркета (1561)
- Пад анђела (1562)
- Тријумф смрти (око 1562)
- Вавилонска кула (1563)
- Ношење крста (1564)
- Жетва (1565) из циклуса месеца
- Сенокос (1565) из циклуса месеца
- Ловци у снегу (1565) из циклуса месеца
- Убијање невине деце(1565)
- Сеоска игранка (1568)
- О слепцима (1568)
- Сеоска свадба (1568)
- Хендикепирани (1568)
- Олуја на мору (1569) последња незавршена слика